# 制御盤
制御盤（せいぎょばん、英語: Control Panel）とは機械を能率よく運転できるように機器類を集約した設備のことである。

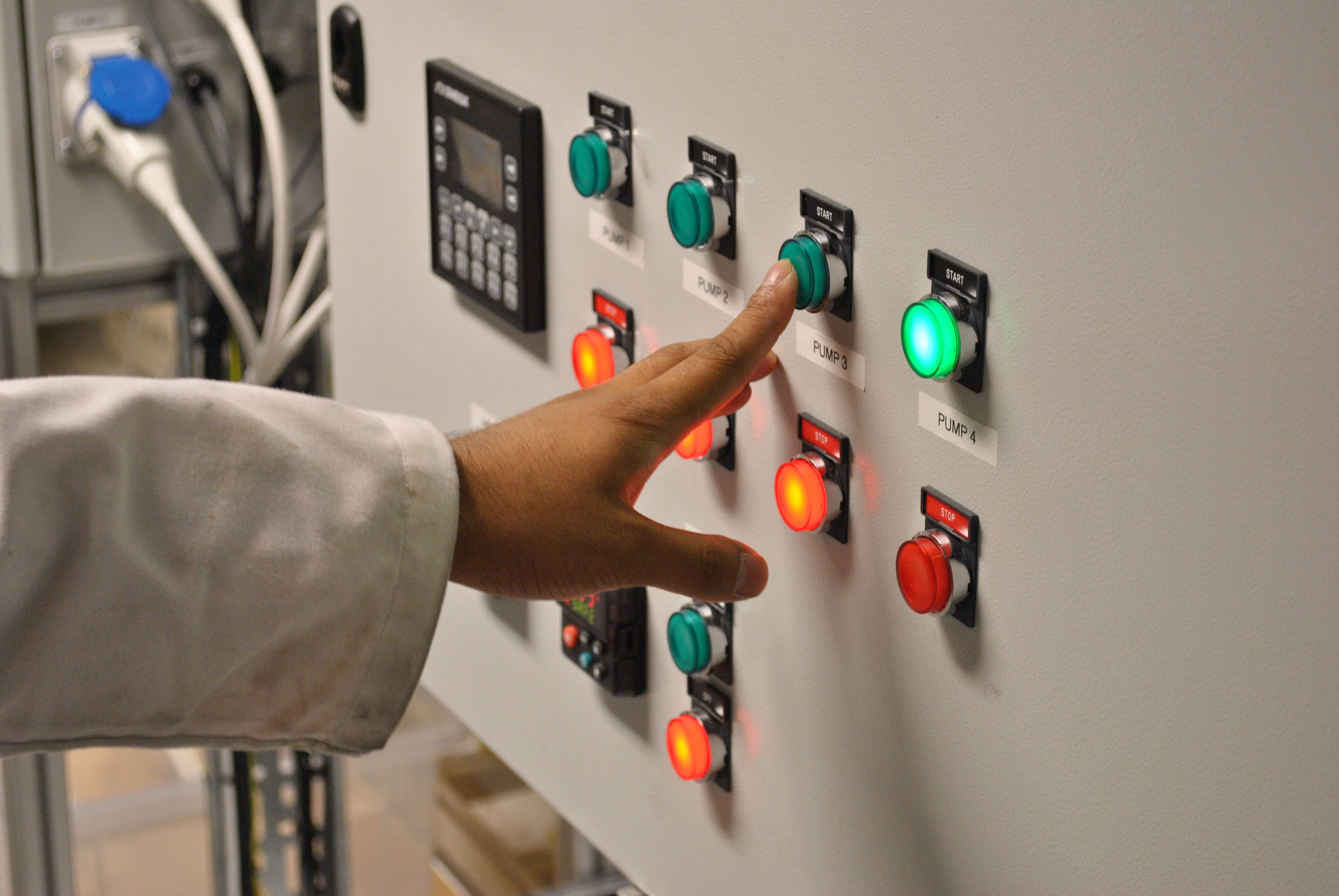
盤とスイッチ(照光式押しボタンスイッチ)

## 盤
鋼板に機器取付け用の穴を開け、表面は塗装を施す。

## 遮断器
電気機器類を保護するためのスイッチである。

## スイッチ
機械の運転、停止を行うための押しボタンである。

## 表示灯
機械の運転状態を光で示す。

## 電磁開閉器・電磁接触器
モータやヒータなど電力を扱う装置を始動、停止できる装置である。
コイルと接点で構成されている。

## HMI・タッチパネル
モータやヒータなどの運転状態を数値表示するための装置である。

## インバータ・サーボアンプ
誘導電動機やサーボモータを駆動、制御するための装置である。

## 配線・ケーブル
600V耐圧のIV(ビニル絶縁電線)やKIV(電気機器用ビニル絶縁電線)などが用いられる。

## チューブマーカ
配線を識別するために文字が刻印された円筒状の樹脂である。

## PLC
ディジタル入出力、アナログ入出力の判断および処理をすることができる装置である。
プログラミング方式はラダーやファンクションブロックダイアグラムなどを用いる。

## 端子台
丸端子を使用し配線同士を接続することができる個別に絶縁された金属ブロックの集合体である。

## ダクト
配線を収納するための樹脂製ケースである。